# Simulium xiaolongtanense
Simulium xiaolongtanense es una especie de insecto del género Simulium, familia Simuliidae, orden Diptera.

## Distribución
Se distribuye por China.

## Taxonomía
Fue descrita científicamente por Cheng, Luo & Yang, 2006. Fue publicada en First listed of blackflies with two new species from Shennongjia, Hubei Province, China (Diptera, Simuliidae).